# Эшкери, Илан
Илан Эшкери (англ. Ilan Eskeri) — английский кинокомпозитор.

## Биография
Илан Эшкери родился в Лондоне. В течение своего детства он учился играть на скрипке и гитаре, а позже он пошёл играть в рок-группу. Эшкери посещал Лидский университет где он учился музыке и английской литературе. В течение этого времени он также работал с такими кинокомпозиторами как Эдвард Шермур, Майкл Кэймен и музыкальным продюсером Стивом Маклафлином.

## Дискография

### Фильмы
- Троица / Trinity (2001)
- Слоёный торт / Layer Cake (2004)
- Кольцо Нибелунгов / Ring of the Nibelungs (2004)
- Ганнибал: Восхождение / Hannibal Rising (2007)
- Звёздная пыль / Stardust (2007)
- Территория девственниц / Virgin Territory (2007)
- Молодая Виктория / The Young Victoria (2009)
- Ниндзя-убийца / Ninja Assassin (2009)
- Из времени во время / From Time to Time (2009)
- Центурион / Centurion (2010)
- Пипец / Kick-Ass (2010)
- Без компромиссов / Blitz (2011)
- Агент Джонни Инглиш: Перезагрузка / Johnny English Reborn (2011)
- Кориолан / Coriolanus (2012)
- 47 ронинов / 47 Ronin (2013)
- Алан Партридж: Альфа Отец / Alan Partridge: Alpha Papa (2013)
- Чёрное море / Black Sea (2014)
- Достать Санту / Get Santa (2014)
- Барашек Шон / Shaun the Sheep Movie (2015)

### Игры
- The Sims 4 (2014)[4]
- Ghost of Tsushima (2020)[5]

## Награды
За фильм «Звёздная пыль» Международная ассоциация критиков киномузыки назвала Эшкери Лучшим новым композитором 2007 года. Примечательно, что Эшкери был одним из претендентов на победу в похожей номинации ещё два года назад, на конкурсе, организованном Международной академией саундтреков, за музыку к фильму «Слоёный торт».